# Chiesa della Natività di Maria Vergine (Cerano)
La chiesa della Natività di Maria Vergine è la parrocchiale di Cerano, in provincia e diocesi di Novara; fa parte dell'unità pastorale di Trecate.

## Storia
L'originaria chiesa di Cerano, sorta presumibilmente nel Quattrocento, venne consacrata nel 1488 dai vescovi Gerolamo Pallavicini e Antonio Caccia.
La parrocchiale, dopo essere stata rimaneggiata nel XVII secolo, fu interessata tra il 1873 d il 1877 da un intervento di rifacimento in stile neorinascimentale, condotto su disegno di Ercole Marietti; in quell'occasione, la navata venne prolungata di 11 metri.

## Descrizione

### Esterno
La neorinascimentale facciata a salienti della chiesa, rivolta a ponente e preceduta da pronao, scandito da paraste, caratterizzato da due colonne sorreggenti un arco a tutto sesto e coronato dal frontone semicircolare, presenta al centro il portale maggiore, mentre nelle ali laterali si aprono i due ingressi secondari, sormontati da altrettante finestre semicircolari e inscritti in archi; il prospetto è inoltre abbellito da otto statue, di cui quattro raffiguranti degli angeli e altrettante ritraenti la Vergine Maria, il Beato Pacifico e i Santi Rocco, Giuseppe e Giovanni.
Annesso alla parrocchiale è il campanile in mattoni a base quadrata; la cella presenta una bifora per lato ed è coronata dalla guglia a base circolare.

### Interno
L'interno dell'edificio è suddiviso in tre navate, suddivise da pilastri sorreggenti archi a tutto sesto, sopra cui si impostano le volte a crociera; al termine dell'aula si sviluppa il presbiterio, a sua volta chiuso dall'abside di forma poligonale.
Qui sono conservate diverse opere di pregio, tra le quali la pala con soggetto l'Ultima Cena, eseguita nel 1595 da Giovanni Battista Crespi, autore pure della statua lignea ritraente l'Ecce Homo, e il polittico raffigurante la Madonna col Bambino, realizzato da Sperindio Cagnoli.